# Arular
A 2005-ös Arular M.I.A. debütáló nagylemeze. Eredetileg 2004 szeptemberében jelent volna meg, de elhúzódtak a sample-ök felhasználásáról szóló tárgyalások. Az albumon a hiphop, az electroclash, a funk carioca, de még a punk rock elemei is felfedezhetőek.
Az Arulart a kritikusok kezdetektől fogva dicsérték, elsősorban a rengeteg stílus keveredése és a politikai szövegek kapcsán. 2005-ben Mercury Prize-ra jelölték, és bekerült az 1001 lemez, amit hallanod kell, mielőtt meghalsz című könyvbe. Habár a brit albumlistán csak a 98., a Billboard 200-on pedig a 190. helyig jutott, több kiadvány az év albumának nevezte. 2020-ban Minden idők 500 legjobb albuma listán 421. helyen szerepelt.

## Az album dalai
|     | Cím                   | Szerző(k)                                                                    | Hossz |
| --- | --------------------- | ---------------------------------------------------------------------------- | ----- |
| 1.  | Banana Skit           | Maya Arulpragasam                                                            | 0:36  |
| 2.  | Pull Up the People    | M. Arulpragasam, A. Brucker, Paschal Byrne                                   | 3:45  |
| 3.  | Bucky Done Gun        | M. Arulpragasam, Carol Conners, Bill Conti, Wesley Pentz, Ayn Robbins        | 3:46  |
| 4.  | Fire Fire             | M. Arulpragasam, Ant Whiting                                                 | 3:28  |
| 5.  | Freedom Skit          | M. Arulpragasam                                                              | 0:42  |
| 6.  | Amazon                | M. Arulpragasam, Richard X                                                   | 4:16  |
| 7.  | Bingo                 | M. Arulpragasam, Ant Whiting                                                 | 3:12  |
| 8.  | Hombre                | M. Arulpragasam, Dwain 'Willy' Wilson III                                    | 4:02  |
| 9.  | One for the Head Skit | M. Arulpragasam                                                              | 0:29  |
| 10. | 10 Dollar             | M. Arulpragasam, Richard X                                                   | 4:03  |
| 11. | Sunshowers            | M. Arulpragasam, Stony Browder Jr., August Darnell, Steve Mackey, Ross Orton | 3:16  |
| 12. | Galang                | M. Arulpragasam, Justine Frischmann, Mackey, Orton                           | 3:35  |
| 13. | M.I.A. (rejtett szám) | M. Arulpragasam, Frischmann, Sugu Arulpragasam                               | 3:27  |

## Fordítás
- Ez a szócikk részben vagy egészben az Arular című angol Wikipédia-szócikk ezen változatának fordításán alapul.  Az eredeti cikk szerkesztőit annak laptörténete sorolja fel. Ez a jelzés csupán a megfogalmazás eredetét és a szerzői jogokat jelzi, nem szolgál a cikkben szereplő információk forrásmegjelöléseként.